# Nils Alphand
Nils Alphand (16 giugno 1996) è uno sciatore alpino francese.
È figlio di Luc e fratello di Estelle e Sam, a loro volta sciatori alpini di alto livello.

## Biografia
Attivo in gare FIS dal novembre del 2011, Alphand ha esordito in Coppa Europa il 23 gennaio 2013 a Val-d'Isère in discesa libera (79º) e in Coppa del Mondo il 16 marzo 2017 ad Aspen in supergigante (18º). Il 10 dicembre 2019 ha conquistato a Santa Caterina Valfurva in supergigante il suo primo podio in Coppa Europa (3º) e il 25 gennaio 2020 ha colto a Orcières in discesa libera la prima vittoria nel circuito continentale; ai Mondiali di Saalbach-Hinterglemm 2025, sua prima presenza iridata, si è classificato 24º nella discesa libera, 14º nella combinata a squadre e non ha completato il supergigante. Non ha preso parte a rassegne olimpiche.

## Palmarès

### Mondiali juniores
- 1 medaglia:
  - 1 oro (supergigante a Åre 2017)

### Coppa del Mondo
- Miglior piazzamento in classifica generale: 76º nel 2024

### Coppa Europa
- Miglior piazzamento in classifica generale: 15º nel 2020
- 2 podi:
  - 1 vittoria
  - 1 terzo posto

#### Coppa Europa - vittorie
| Data            | Località | Paese   | Specialità |
| --------------- | -------- | ------- | ---------- |
| 25 gennaio 2020 | Orcières | Francia | DH         |

Legenda:

DH = discesa libera

### Campionati francesi
- 2 medaglie:
  - 1 argento (discesa libera nel 2021)
  - 1 bronzo (supergigante nel 2023)